# Agassiziella
Agassiziella là một chi bướm đêm thuộc họ Crambidae.